# Kai Hoffmann
Kai Anton Carl Nyholm Hoffmann, född 31 augusti 1874 i Köpenhamn, död 29 augusti 1949 i Gladsaxe, var en dansk jurist och poet.
Kai Hoffmann var son till premiärlöjtnanten och sjökaptenen Villiam Richard Leopold Hoffmann (1848-1898) och Armgard Nyholm (1846-1923). Han tog studentexamen från Østerbros latin- og realskole 1892 och juristexamen från Köpenhamns universitet 1899. Han verkade som advokatfullmäktig (tre års praktisk verksamhet) i Köpenhamn (1899-1902) och därefter som assessor i Köpenhamns Kriminal- og Politiret (1903-1918) och i Finansministeriets revisionsdepartement, varav som fullmäktig 1920-1925. Han var även konsult för Gyldendals Forlag (1911-1917), Pios Forlag (1918) samt Poul Branners Forlag (1919). Han gifte sig 24 april 1903 med författaren och målaren Eline Fischer. Tillsammans fick de sonen Ulf Hoffmann, också han författare.
Hoffmann debuterade som poet 1895, då hans första dikt publicerades i Studenterbladet. Han var starkt påverkad av symbolismen och författare som Johannes Jørgensen och Charles Baudelaire, vilket kom till uttryck i hans första diktsamling, Liljer i Mørket (1899). I diktsamlingen Byen og Havet (1902) skildrar han verkligheten som den utspelar sig i Köpenhamn och i naturen. I diktsamlingarna Riget (1905), Under Solen (1907) och Blaa Strande (1911) märks influenser från Friedrich Nietzsche i form av hjältedyrkan och rasfantasier. Även influenser från Johannes V. Jensen kan skönjas. Diktsamlingen Hav og Rum (1913) präglas av religiösa grubblerier och ett angrepp mot kristendomen för att ha stävjat devisen att leva i nuet. I Den store Vaar (1918) skildrar han sin syn på nuet som förbundet med det förgångna och framtiden. I Blaanende Danmark (1919) och Solskinskyster (1926) skildras naturen som ett förverkligande av drömmar, ideal och Gud. Från och med 1914 tilldelades han ett årligt bidrag av staten. I diktsamlingarna Hjem og Hjemland (1916) och Sværdtid er endt (1920) kan en national ton, typisk för tiden, skönjas och i den sistnämnda uttrycks önskan om före detta hertigdömet Slesvigs återförening med Danmark. I diktsamlingarna Den vide Verden (1921), Dag og Nat (1923), Bølger i Blæst (1926) och Det grønne Land (1931) har livsbegäret avlösts av eftertanke och harmoni. 1930-talet innebar en paus från författarskapet, men han återkom under ockupationen av Danmark med diktsamlingarna Danmarks Rige (1941), Somrens Fylde (1944) och I Sværdets Skygge (1945), som alla hade ett nationellt tema. Hoffmann fick även framgång med folksången Den danske Sang (komponerad av Carl Nielsen) från 1924 och fick på grund av detta ett legat (Kai Hoffmann Legatet) uppkallat efter sig 1946.

## Utmärkelser
- Otto Benzons Forfatterlegat (1916)
- Holger Drachmann-legatet (1919)
- Emma Bærentzens Legat (1926)
- Astrid Goldschmidts Legat (1932)
- Anckerska legatet (1933)